# Giải vô địch bóng đá U-16 Đông Nam Á 2011
Giải vô địch bóng đá U-16 Đông Nam Á 2011 (AFF U-16 Championship 2011) là giải bóng đá lần thứ ba giữa các đội tuyển bóng đá dưới 16 tuổi các quốc gia Đông Nam Á do Liên đoàn bóng đá Đông Nam Á tổ chức tại Viêng Chăn, Lào từ ngày 7 tháng 7 đến ngày 20 tháng 7 năm 2011.
Tham gia giải có 10 đội thành viên.

## Địa điểm thi đấu
- Sân vận động Quốc gia Lào mới, Viêng Chăn, Lào
- Sân vận động Quốc gia Lào, Viêng Chăn, Lào

## Vòng bảng
10 đội tham dự  chia thành hai bảng, mỗi bảng đấu vòng tròn một lượt tính điểm, hai đội đầu mỗi bảng sẽ tham gia vòng đấu loại trực tiếp.
|  | Đội bóng vào tiếp vòng trong |  | Đội bóng bị loại ở vòng bảng |

## Bảng A
| Đội        | Số trận | Thắng | Hòa | Thua | Bàn thắng | Bàn thua | Hiệu số | Điểm |
| ---------- | ------- | ----- | --- | ---- | --------- | -------- | ------- | ---- |
| Thái Lan   | 4       | 2     | 2   | 0    | 11        | 4        | +7      | 8    |
| Lào        | 4       | 2     | 2   | 0    | 6         | 2        | +4      | 8    |
| Malaysia   | 4       | 1     | 3   | 0    | 7         | 5        | +2      | 6    |
| Indonesia  | 4       | 0     | 2   | 2    | 4         | 8        | −4      | 2    |
| Đông Timor | 4       | 0     | 1   | 3    | 5         | 14       | −9      | 1    |

| Indonesia                                 | 3 – 3    | Đông Timor                         |
| ----------------------------------------- | -------- | ---------------------------------- |
| Hargianto 64' · Zalnando 78' · Rendi 90+' | Chi tiết | Januario 2' · Jorge 33' · Jose 79' |

| Malaysia                        | 2 – 2    | Thái Lan                                    |
| ------------------------------- | -------- | ------------------------------------------- |
| Amirul Syafieq 30' · Hakimi 70' | Chi tiết | Miprathang 22' · Amirul Hafizul 90+' (l.n.) |

| Indonesia  | 1 – 1    | Malaysia |
| ---------- | -------- | -------- |
| Kelana 40' | Chi tiết | Adam 49' |

| Đông Timor | 0 – 2    | Lào                        |
| ---------- | -------- | -------------------------- |
|            | Chi tiết | Nyavong 50' · Thammada 70' |

| Thái Lan                                                        | 6 – 1    | Đông Timor            |
| --------------------------------------------------------------- | -------- | --------------------- |
| Kannoo 20', 38' · Suchanon 40' · Sukchuai 42', 64' · Buntee 84' | Chi tiết | Agostinho 75' (ph.đ.) |

| Lào                                 | 2 – 0    | Indonesia |
| ----------------------------------- | -------- | --------- |
| Nyavong 38' · Sonevilay 69' (ph.đ.) | Chi tiết |           |

| Indonesia | 0 – 2    | Thái Lan                       |
| --------- | -------- | ------------------------------ |
|           | Chi tiết | Sombatyotha 2' · Veerachat 67' |

| Malaysia | 1 – 1    | Lào          |
| -------- | -------- | ------------ |
| Adam 72' | Chi tiết | Dalavong 42' |

| Thái Lan    | 1 – 1  | Lào           |
| ----------- | ------ | ------------- |
| Puangbut 5' | Report | Kettavong 87' |

| Đông Timor     | 1 – 3    | Malaysia                         |
| -------------- | -------- | -------------------------------- |
| Francyatma 49' | Chi tiết | Akram 11' · Adam 34' · Zahin 70' |

## Bảng B
| Đội         | Số trận | Thắng | Hòa | Thua | Bàn thắng | Bàn thua | Hiệu số | Điểm |
| ----------- | ------- | ----- | --- | ---- | --------- | -------- | ------- | ---- |
| Myanmar     | 4       | 3     | 1   | 0    | 8         | 4        | +4      | 10   |
| Singapore   | 4       | 3     | 0   | 1    | 15        | 2        | +13     | 9    |
| Việt Nam    | 4       | 2     | 0   | 2    | 15        | 9        | +6      | 6    |
| Campuchia   | 4       | 1     | 1   | 2    | 4         | 10       | −6      | 4    |
| Philippines | 4       | 0     | 0   | 4    | 2         | 19       | −17     | 0    |

| Philippines  | 1 – 2    | Campuchia    |
| ------------ | -------- | ------------ |
| Fegidero 11' | Chi tiết | Tola 7', 20' |

| Singapore                                            | 5 – 0    | Việt Nam |
| ---------------------------------------------------- | -------- | -------- |
| Adam 17', 70' · Ramli 28' · Sadik 39' · Fridzuan 87' | Chi tiết |          |

| Campuchia   | 1 – 1    | Myanmar           |
| ----------- | -------- | ----------------- |
| Phallin 37' | Chi tiết | Aung Myat Soe 32' |

| Philippines | 0 – 5    | Singapore                                                            |
| ----------- | -------- | -------------------------------------------------------------------- |
|             | Chi tiết | Sadik 22' · R. Aaravin 40' · Zulfadhmi 54' · Adam 58' · Mahathir 85' |

| Myanmar                       | 2 – 1    | Philippines   |
| ----------------------------- | -------- | ------------- |
| Aung Thu 3' · Wai Hin Tun 19' | Chi tiết | Caballero 21' |

| Việt Nam                                                          | 4 – 1    | Campuchia |
| ----------------------------------------------------------------- | -------- | --------- |
| Triệu Việt Hưng 30', 89' · Nguyễn Quang Hải 59' · Đỗ Duy Mạnh 83' | Chi tiết | Fi In 34' |

| Singapore   | 1 – 2    | Myanmar                             |
| ----------- | -------- | ----------------------------------- |
| Muhelmy 90' | Chi tiết | Wai Hin Tun 17' · Aung Myat Soe 23' |

| Philippines | 0 – 10   | Việt Nam |
| ----------- | -------- | --- |
|             | Chi tiết | Đỗ Duy Mạnh 5', 62', 64' · Huỳnh Quang Khánh 25', 58' · Y Thuyn Mlo 68', 77', 80' · Triệu Việt Hưng 86' · Lê Xuân Hòa 90' |

| Campuchia | 0 – 4    | Singapore                                 |
| --------- | -------- | ----------------------------------------- |
|           | Chi tiết | Khairuddin 8' · Azhar 34', 76' · Adam 38' |

| Việt Nam            | 1 – 3    | Myanmar                                            |
| ------------------- | -------- | -------------------------------------------------- |
| Triệu Việt Hưng 25' | Chi tiết | Wai Hin Tun 11' · Aung Thu 15' · Aung Myat Soe 65' |

### Bán kết
| Thái Lan          | 2 – 0    | Singapore |
| ----------------- | -------- | --------- |
| Puangbut 62', 70' | Chi tiết |           |

| Myanmar | 0 – 1    | Lào           |
| ------- | -------- | ------------- |
|         | Chi tiết | Kettavong 29' |

### Tranh hạng ba
| Myanmar                            | 2 – 1    | Singapore |
| ---------------------------------- | -------- | --------- |
| Phoe La Pyae 50' · Wai Hin Tun 62' | Chi tiết | Adam 35'  |

### Chung kết
| Thái Lan    | 1 – 0    | Lào |
| ----------- | -------- | --- |
| Suchanon 5' | Chi tiết |     |

## Đội vô địch
| Vô địch cúp bóng đá U-16 Đông Nam Á 2011 Thái Lan Lần đầu tiên |

## Cầu thủ ghi bàn
5 bàn
- Adam Swandi

4 bàn
| - Đỗ Duy Mạnh | - Triệu Việt Hưng |  |

3 bàn
| - Adam Nor Azlin - Wai Hin Tun | - Saran Puangbut - Y Thuyn Mlo |  |

2 bàn
| - Nub Tola - Anousay Nyavong - Aung Myat Soe | - Aung Thu - Muhamad Azhar Ramli - Sittichok Kannoo | - Suchanon Makison - Atthawit Sukchuai |

1 bàn
| - Hoy Phallin - Firo Fi In - Muhammad Hargianto - Indra Kelana Nasution - Zalnando - Rendi Refsanyami - Sisawad Dalavong - Armisay Kettavong - Sonevilay Sihavong - Sounthavone Thammada - Muhamad Akram Asidi - Muhammad Amirul Syafieq | - Muhammad Hakimi Hussin - Muhamad Zahin Zainal - Phoe La Pyae - Yves Caballero - Ryu Fegidero - R. Aaravin - Khairuddin Omar - Mahathir Azeman - Muhammad Noor Fridzuan Mohd Fuad - Mohammad Sadik - Mohammad Sadik Mohd Said - Muhammad Zulfadhmi | - Chavarit Buntee - Supravee Miprathang - Nattawut Sombatyotha - Chaowat Veerachat - Augustnho Da Silva Araujo - Francyatma Alves Ima Kefi - Januario Jesus - Jorge Alves - Jose Santos - Huỳnh Hoàng Khanh - Lê Xuân Hòa - Nguyễn Quang Hải |

Ghi vào lưới nhà
- Mohd Amirul Hafizul Samsol (cho Thái Lan)

## Vua phá lưới
- Adam Swandi (5 bàn)